# Lapponia Lakka

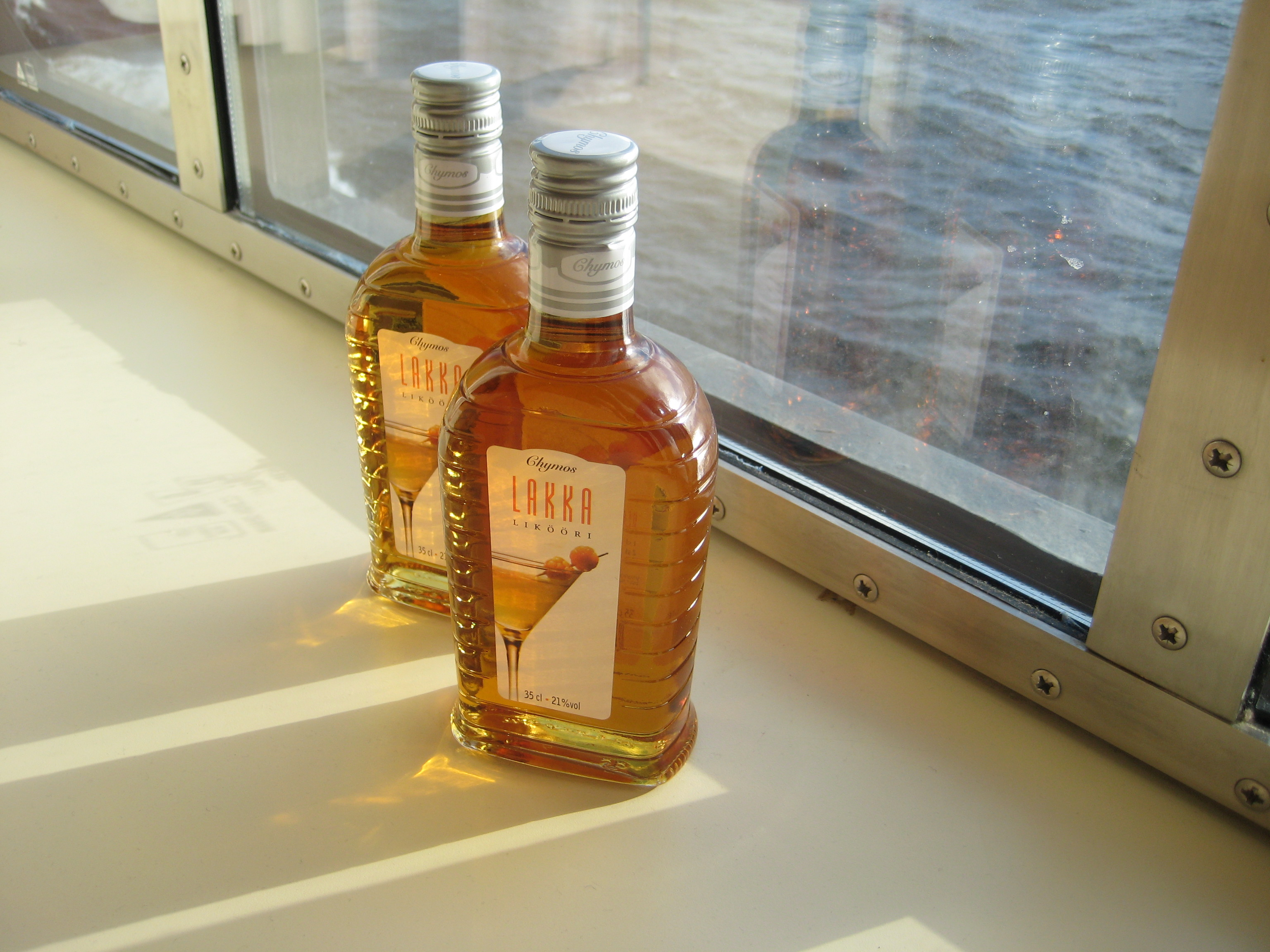
Fotografia dwóch butelek likieru Lapponia Lakka

Lapponia Lakka (szw. Hjortron, ang. Cloudberry) - jasnożółty likier o gorzko-słodkim smaku i aromacie maliny moroszka (pomarańczowa malina dziko rosnąca w północnej części Skandynawii), zawierający 21% alkoholu. Laponia Lakka produkowana jest z macerowanych w alkoholu przez okres od dwóch do sześciu miesięcy malin moroszka, następnie wyrób jest słodzony i butelkowany. Zawartość cukru wynosi 2,5% zawartości masy.